# Leopold Balcar
Leopold Balcar též Balzar (18. září 1821, Brno – 27. dubna 1845, Vídeň) byl česko-rakouský nevidomý hudebník, klavírní virtuos a hudební skladatel z Brna.

## Život a kariéra
Narodil se v Brně v rodině řemeslníka. Již v 18 měsících začal ztrácet zrak z důvodu horečnatého onemocnění a přibližně ve třech letech věku se stal zcela nevidomým. O jeho dětství ani hudebním vzdělání není nic známo. V Brně v té době nebyl ústav pro nevidomé děti, starali se o něho do jedenácti let láskyplně rodiče.
Brněnský apelační rada Schäfer se v roce 1832 zasloužil o přijetí Leopolda Balcara do nově založeného Klarova ústavu slepců v Praze. Protože se u něho projevily mimořádný hudební talent i píli, byl po zkušebním roce přijat trvale. Mezi jeho učitele hudby patřli Josef Bezecný a Václava Ptáčka.
V téže době se však začaly u Balcara začaly projevovat zdravotní problémy z nedostatku stravy a pobytu na čerstvém vzduchu. Proto příležitostně jezdíval k rodičům do Brna, což mělo blahodárný vliv pro jeho zdraví. Navíc jeho hudební vystoupení byla dobrou propagací péče o nevidomé v Brně, což přispělo k otevření Beitlova ústavu pro nevidomé v Zábrdovicích v roce 1835.
Od svých šestnácti let již trvale žije Brně, kde pokračoval ve studiu u prof. G. Riegera a jeho spolužáky byli např. A. E. Kitl, P. Laurencin, či Pavel Křížkovský.
V roce 1839 Balcar odešel dále studovat do Vídně, kde se pomalu dostal do povědomí tamních posluchačů. Onemocněl však tuberkulózou, které nakonec ve Vídni v roce 1845 ve věku 24 let podlehl.